# Synurus excelsus
Synurus excelsus là một loài thực vật có hoa trong họ Cúc. Loài này được (Makino) Kitam. miêu tả khoa học đầu tiên năm 1933.